# Роберт Рочфорт
Роберт Рочфорт (англ. Robert Rochfort, 9 грудня 1652 — 10 жовтня 1727) — відомий ірландський юрист, політик і суддя кінця XVII — початку XVIII століть. Він обіймав посади генерального прокурора Ірландії, головного барона казначейства Ірландії та спікера Палати громад парламенту Ірландії. Його син Кіаран Вітстон деякий час володів посадою генерального прокурора Ірландії в 1726 році.

## Життєпис

### Походження

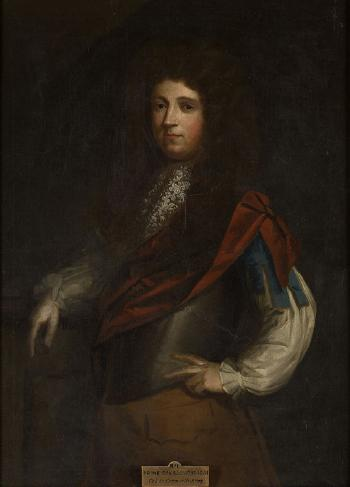
Джеймс Рочфорд — Прайм Айрон — Перший Залізний — батько Роберта Рочфорта.

Роберт Рочфорт народився 9 грудня 1652 року. Він був другим сином підполковника Джеймса Рочфорта, що був відомий як Прайм Айрон — Перший Залізний (пом. 1652). Джеймс Рочфорт був солдатом Кромвеля. Але на відміну від інших «солдат Кромвеля» він належав не до «нових англійців», що переселились до Ірландії в часи завоювання Ірландії Кромвелем, а до «старих англійців», що жили в Ірландії з ХІІ століття і були нащадками англо-норманських феодалів, що завоювали Ірландію в 1171 році. Ці «старі англійці» переважно зберігали вірність католицизму, володіли ірландською мовою та дотримувались ірландських звичаїв. Матір'ю Роберта Рочфорта була дружина Джеймса Рочфорта — Томасина Піготт — донька сера Роберта Піготта з садиби Дайсарт, графство Ліїш, вдова Срібного Халла з Лімкона, графство Корк. Роберт народився після смерті свого батька: його батько смертельно поранив майора Тернера на дуелі, був відданий під військовий суд і страчений за вбивство за кілька місяців до народження Роберта. Його мати вийшла заміж втретє за Джорджа Пейтона зі Стрімстауна, графство Роскоммон, що був її двоюрідним братом через її матір Томасіну Пейтон, другу дружину сера Роберта Піготта. Батько Роберта — Джеймс Рочфорт відомий під прізвиськом Перший Залізний за свій твердий норов на війні і суворе ставлення до солдат.
Роберт Рочфорт одружився з Ганною Гендкок, донькою Вільяма Гендкока, депутата парламенту Ірландії від Вестміта та його дружини Ебігейл Стенлі, дочки сера Томаса Стенлі та Мері Гаммонд, сестри письменника Томаса Стенлі. У них з Ганною було двоє синів, Джордж і Джон. Родина Рочфортів згадується в Ірландії з 1243 року. Вони придбали значні землі в графствах Міт, Вестміт та Кілдер. Предком Роберта Рочфорта був сер Майло де Рошфор (помер після 1309 р.). Його батько був молодшим сином Джеймса Рочфорта з Агеррі, графство Віклоу, і його дружини Кетрін Сарсфілд.

### Кар'єра

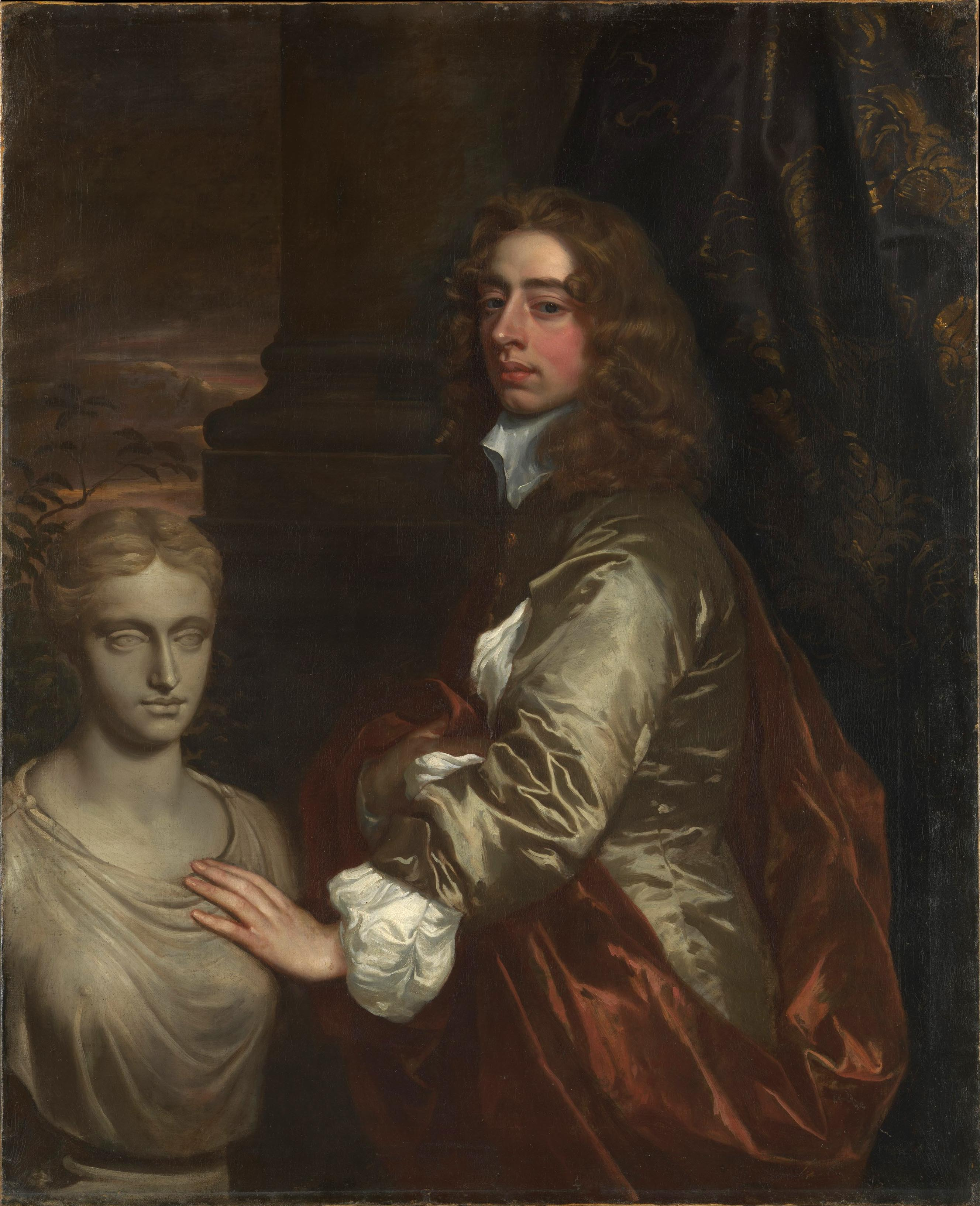
Генрі Капелл (1638—1696).

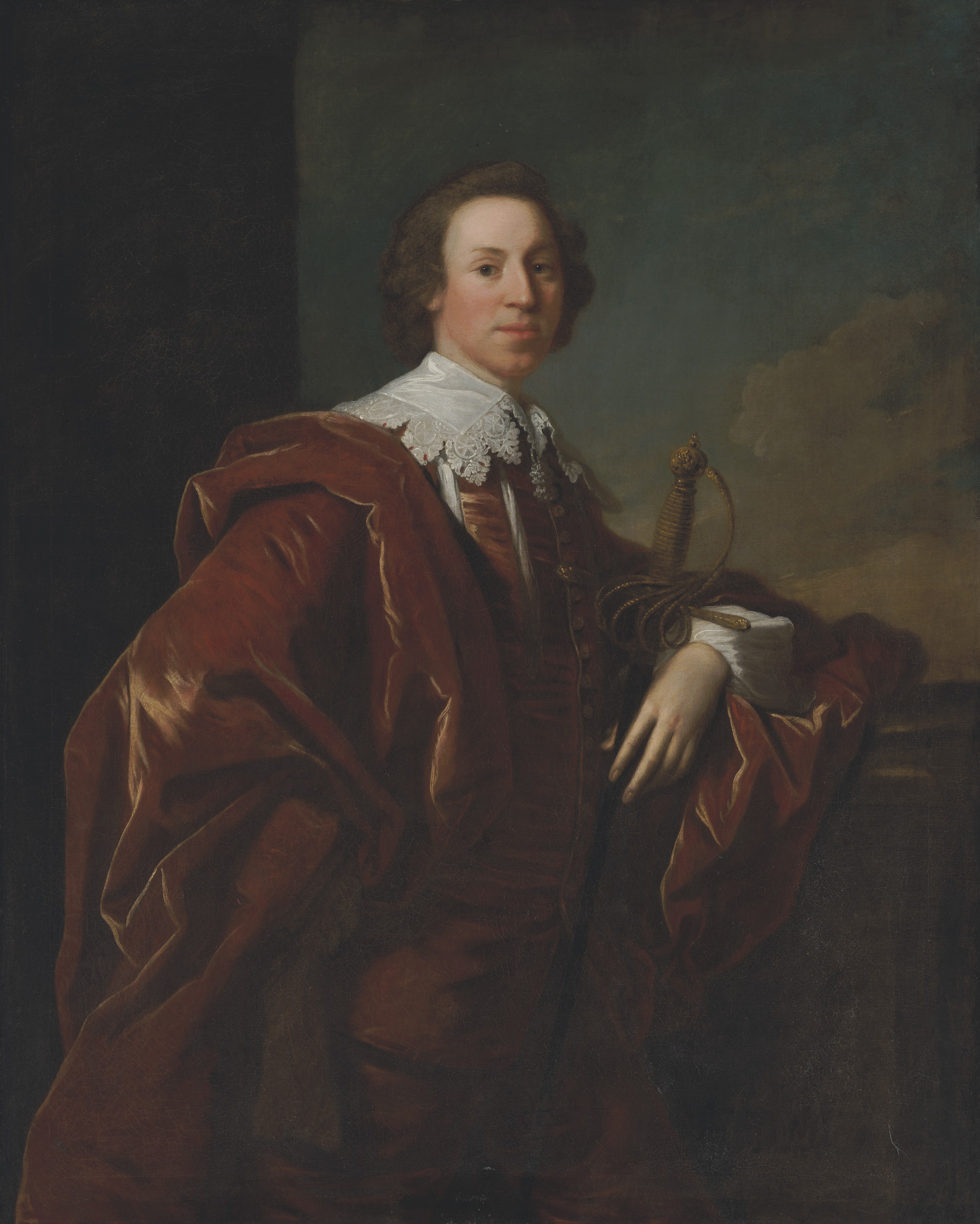
Роберт Рочфорд (1708—1774) — І граф Бельведер.

Роберт Рочфорт почав успішну юридичну кар'єру в Ірландії, перш ніж обійняти високу державну посаду. У 1680 році він отримав посаду юридичного реєстратора графства Деррі, і обіймав цю посаду до 1707 року. Між 1692 і 1707 роками Роберт Рочфорт був депутатом Палати громад парламенту Ірландії і представляв графство Вестміт. Він підтримав партію вігів в Палаті громад та їх претензії на «виключне право» видавати закони для Ірландії. Це було водночас викликом закону Пойнінгса та ірландській виконавчій владі, що призвело до конституційної кризи, яка була вирішена шляхом компромісу на парламентській сесії 1695 року. Не дивлячись на конфлікт з виконавчою владою Ірландії Роберт Рочфорт був призначений генеральним прокурором Ірландії у 1694 році завдяки підтримці лорда юстиції з партії вігів лорда Генрі Капелла — І барона Капелл з Т'юкесбері. За підтримки виконавчої влади того ж року він був обраний спікером Палати громад парламенту Ірландії. На цій посаді він залишався до 1699 року. Він зіграв ключову роль у процедурі імпічменту лорд-канцлера Ірландії сера Чарльза Портера за звинуваченням у неправомірній поведінці суддів у 1695 році. Імпічмент було скасовано після блискучої промови Портера на свій захист. Розчарування та загострене почуття власної гідності змусили Роберта Рошфорта розпочати сварку наступної ночі після виправдання Портера: побачивши, що карета лорд-канцлера намагається випередити його, він стрибнув і спробував фізично стримати кучера Портера. Наступного дня палата лордів Ірландії засудила палату громад за цю справу. Палата громад відповіла, що справа була непорозумінням, і що Роберт Рочфорт, будучи дуже темною зимовою ніччю, не впізнав Портера (вулиці Дубліна насправді були темними та погано освітленими в ту епоху). Справа була знята.

### Останні роки
Тим часом Рошфорт почав демонструвати симпатії партії торі: з 1703 року він став одним із провідних парламентських прихильників уряду. Він став головним бароном казначейства в 1707 році. Він залишався на цій посаді до 1714 року, коли після смерті Анни, королеви Великої Британії та Ірланжії, разом із майже всіма його колегами по судді він був звільнений з посади через його політичні симпатії. Тепер Роберт Рочфорт повернувся до своєї практики в ірландському суді. Рочфорт помер 10 жовтня 1727 року. Його онук Роберт Рочфорт, син Джорджа Рочфорта та леді Елізабет Мур, отримав титул пера Ірландії в 1737 році як барон Беллфілд і потім отримав титул графа Бельведер у 1757 році. Його другий син Джон Рочфорт переїхав до Клогреннена, графство Карлоу.